# Frédéric de Falloux du Coudray
Frédéric de Falloux du Coudray ( 15 de agosto de 1815 em Le Bourg-d'Iré , Maine-et-Loire ; † 22 de junho de 1884 em Tivoli , Lácio ) foi um cardeal francês da Igreja Romana .

## vida
Ele era filho do Conde Guillaume de Falloux du Coudray e sua esposa Louise Félicité de Fitte de Soucy, filha de uma governanta dos filhos de Carlos X da França, que havia feito cavaleiro o pai de Falloux du Coudray. Juntamente com seu irmão Alfred (1811-1886), que se tornou Ministro da Educação da França durante o Segundo Império e um conhecido representante do catolicismo liberal, estudou em Paris com Abbé Dupanloup, mais tarde Bispo de Orléans. Mais tarde, por recomendação do abade Dupanloup, mudou-se para Roma, onde frequentou a Academia para a Nobreza EclesiásticaFoi gravado. Frédéric de Falloux du Coudray foi ordenado sacerdote em 1837 pelo Cardeal Carlo Odescalchi. Papa Gregório XVI nomeou- o camareiro secreto de Sua Santidade e o nomeou pároco da comunidade francesa em Roma. Em maio de 1838 tornou-se prelado da casa papal e em 12 de julho do mesmo ano entrou ao serviço da Cúria como escriturário . Depois de vários cargos na Cúria, tornou-se secretário das Congregações para a Visita Apostólica e para a Disciplina dos Regulares, que permaneceu até sua elevação a Cardeal. Em 18 de novembro de 1849 ele também se tornou um cônego da Basílica do Vaticano. A partir de 1851 foi anexado à Congregação do Conselho. Em 30 de setembro de 1861, foi nomeado Regente da Chancelaria Apostólica.
No consistório de 12 de março de 1877, o Papa Pio IX. Frédéric de Falloux du Coudray entrou no Colégio dos Cardeais e concedeu-lhe o Red Hat em 15 de março, bem como Sant'Agata em Suburra em 20 de março como diaconia titular . O cardeal de Falloux du Coudray participou do conclave de 1878 do qual Leão XIII emergiu como papa. Ele optou pelo diaconato titular de Sant'Angelo em Pescheria em 12 de maio de 1879 .
Frédéric de Falloux du Coudray morreu de derrame em Tivoli, onde costumava passar os verões, e foi enterrado no cemitério de lá. Ele legou sua extensa coleção de pinturas ao Papa Leão XIII.

## Link externo
- Sylwetka w słowniku biograficznym kardynałów Salvadora Mirandy {{{2}}}
- Handbuch der Kardinäle: 1846-2012 {{{2}}}
- Sylwetka na stronie Davida M. Cheneya {{{2}}}
- GCatholic.org {{{2}}}